# Андон Брещенски
Андон (Доне, Доно) Николов Брещенски е български и революционер, костурски районен войвода на Вътрешната македоно-одринска революционна организация.

## Биография
Роден е в костурското село Брещени, днес Авги, Гърция. Получава основно образование. Влиза във ВМОРО и изпълнява терористични задачи. Заедно с Вангел Попхристов убиват Ахмед бей от село Желегоже, Костурско. В 1907 година е определен за войвода на Нестрамкол. Но на път за района си загива в Жупанища заедно е Митре Влаха, Вангел Попхристов и Ильо Въмбелски. Погребан е заедно с другарите си в Апоскеп, след като телата им са изложени на показ в Костур.
На 13 март 1907 година, районната чета на ВМОРО влиза в Жупанища и наказва със смърт предателите Кольо Гечов, Ставро Шишов и Димитър Апостолов, както и издалия комитетски тайни Христо Попов, което обаче според костурския ръководител на ВМОРО Георги Христов е грешка, тъй като предателството не се дължи на тях. Според Георги Константинов Бистрицки предателството е дело на „предателската Апостольовска фамилия в селото“, чиито най-известни членове са Лазар Апостолов и поп Аргир Апостолов.
Бистрицки пише за него:
| „ | Доно Брещенски от с. Брещени, с първоначално образование, участвал във Въмбелското сражение и в няколко засади на нестрам-колски турци - кръвопийци и изедници, назначен за войвода в района на родното си село, не бе щастлив да го посети като войвода по причина на предателство в с. Жупанища, където завинаги склопи очи. | “ |